# Рахнянка
Рахнянка — річка в Україні, у межах Гайсинського району Вінницької області. Права притока Кіблича (притока Собу, басейн Південного Бугу). 
Тече через села Рахнівка та Кіблич. Впадає у річку Кіблич за 21 км від гирла. Довжина — 11 км, площа — 35,9 км².